# 多可比 (妖怪)

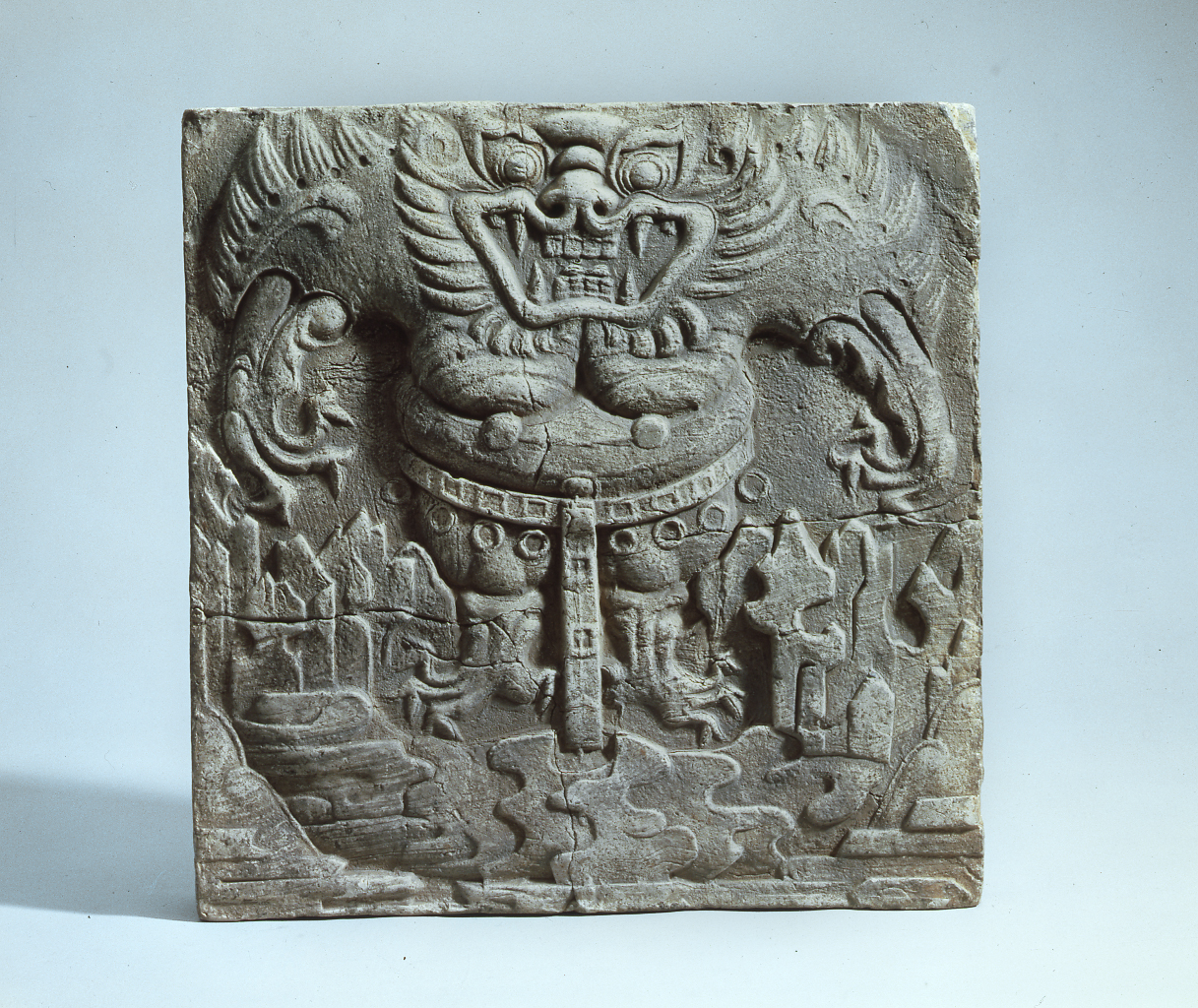

多可比，是韩国的妖怪（羅馬化：Dokkaebi），相傳栖息在森林、墓场、荒野、废屋等地，了解人类文化并乔装打扮与人类生活。其故事早在高麗時代已經載入史書《三國遺事》。

## 流行文化
- 在濟州島有以此妖怪為主題的旅遊景點「妖怪公園」（韓語：도깨비공원）。
- 在「虹彩六號：圍攻行動」遊戲中，有一韓國角色以此參考命名。
- 2016至2017年TVN金土剧《孤單又燦爛的神－鬼怪》中，孔劉饰演鬼怪。